# トービンのq理論
トービンのq理論 (Tobin's q theory) とは、アメリカの経済学者ジェームズ・トービンが提唱した投資理論であり、トービンのqは株式市場で評価された企業の価値を資本の再取得価格で割った値として定義される。
企業の価値とは、株式市場が評価する企業の株価総額と、債務の総額との和である。これは、いまこの企業が解散して所有者がすべて入れ替わると仮定したとき、そのときの株主と債権者が受け取ることのできる金額を表している。他方、資本の再取得価格とは、現存する資本をすべて買い換えるために必要となる費用の総額のことである。
qが1より小さい場合、市場が評価している企業の価値は現存の資本ストックの価値よりも小さい。すなわち、現在の資本ストックの価値は過大であり、企業は資本ストックを使って財を再生産するよりも、資本ストックを市場で売却したほうが利益が上がることを意味している。市場はこの企業の価値が既存設備の価値よりも低いと評価しているため、企業は投資を控えるべきであり、場合によっては既存設備の縮小（マイナスの投資）を求められる。
一方、qが1より大きい場合、市場が評価している企業の価値は現存の資本ストックの価値よりも大きい。すなわち、企業は資本ストックを使って財を再生産するほうが大きな価値を生み出すので、資本ストックを増やして財を増産したほうが有利となることを意味している。市場はこの企業の価値が既存設備の価値よりも高いと評価しているため、企業の将来の収益力は現在の企業規模から算出される収益力よりも大きくなることが期待され、場合によっては投資の拡大を求められる。
つまり、トービンのqが上昇すると投資が増加し、トービンのqが下落すると投資が減少すると考えればよい。

## 「平均のｑ」と「限界のq」
さらに、トービンのqは平均のqと限界のqの2つがある。
まず、平均のqとは、前述のとおり企業の市場価値（株式の時価総額）を分子に、資本の再調達費用を分母にとった比である。しかし、この平均のqは「1単位あたりの資本がどれだけの市場価値を生み出したか」という既存の資本の効率性の指標であっても、新たに投資する場合の資本の効率性の指標ではないという考え方もある。
その際に用いられるのが限界のqである。これは、分子に投資の限界効率を、分母に資本レンタル価格をとった比で表される。投資の指標からすれば、既存の資本の効率性の指標である平均のqよりも、追加の資本（投資）の効率性である限界のqの方が望ましい。ただ、限界のqは分子のデータが得づらいというデメリットがある。
また、分母の資本レンタル価格は利子率と捉えることもできる（裁定取引による）。この場合、q>1は、投資の限界効率＞利子率となる。そのため、利子率の上昇によってqが低下すれば、投資が減少することから、ケインズの理論のとおり、投資が利子率の減少関数になる。

## 公式
Tobin's q = {\displaystyle {\frac {\text{(Equity Market Value + Liabilities Market Value)}}{\text{(Equity Book Value + Liabilities Book Value)}}}}